# Deutsche Fußball-Amateurmeisterschaft 1970
Deutscher Fußball-Amateurmeister 1970 wurde wie im Vorjahr der SC Jülich 1910. Im Finale im Siegener Leimbachstadion siegten die Jülicher am 11. Juli 1970 mit 3:0 gegen die Amateure von Eintracht Braunschweig.

## Modus
Die qualifizierten Mannschaften der 16 Landesverbände spielten im K.-o.-System mit Hin- und Rückspiel den 21. Deutschen Amateurmeister aus. Ein Finale entschied über die Meisterschaft.

## Teilnehmende Mannschaften
Am Wettbewerb nahmen die Amateurmeister der damaligen 16 Landesverbände des DFB teil:
- BSC Brunsbüttel (Schleswig-Holstein)
- SC Victoria Hamburg (Hamburg)
- Eintracht Bremen (Bremen)
- Eintracht Braunschweig (Amateure) (Niedersachsen)
- BFC Alemannia 90 (Berlin)
- SVA Gütersloh (Westfalen)
- SC Jülich (Mittelrhein)
- Rheydter SpV (Niederrhein)
- Eintracht Frankfurt (Amateure) (Hessen)
- SpVgg Bendorf (Rheinland)
- 1. FC Kaiserslautern (Amateure) (Südwest)
- FV Eppelborn (Saarland)
- VfL Neckarau (Nordbaden)
- FC Emmendingen (Südbaden)
- Union Böckingen (Nordwürttemberg)
- 1. FC Lichtenfels (Bayern)

## Achtelfinale
|                            | Gesamt |                         | Hinspiel | Rückspiel |
| -------------------------- | ------ | ----------------------- | -------- | --------- |
| SC Jülich                  | 4:0    | Rheydter SpV            | 1:0      | 3:0       |
| 1. FC Kaiserslautern (A)   | 2:3    | 1. FC Lichtenfels       | 1:1      | 1:2 n. V. |
| Union Böckingen            | 1:6    | BSC Brunsbüttel         | 0:1      | 1:5       |
| FV Eppelborn               | 4:3    | SpVgg Bendorf           | 2:1      | 2:2       |
| Eintracht Bremen           | 4:5    | VfL Neckarau            | 3:2      | 1:4       |
| FC Emmendingen             | 2:7    | SVA Gütersloh           | 1:4      | 1:3       |
| Eintracht Braunschweig (A) | 10:20  | BFC Alemannia 90        | 7:2      | 3:0       |
| Victoria Hamburg           | 2:3    | Eintracht Frankfurt (A) | 2:1      | 0:2       |

## Viertelfinale
|                         | Gesamt |                            | Hinspiel | Rückspiel |
| ----------------------- | ------ | -------------------------- | -------- | --------- |
| Eintracht Frankfurt (A) | 0:2    | Eintracht Braunschweig (A) | 0:1      | 0:1       |
| FV Eppelborn            | 3:1    | BSC Brunsbüttel            | 1:1      | 2:0       |
| 1. FC Lichtenfels       | 5:6    | VfL Neckarau               | 3:2      | 2:4       |
| SVA Gütersloh           | 3:8    | SC Jülich                  | 1:4      | 2:4       |

## Halbfinale
|              | Gesamt |                            | Hinspiel | Rückspiel |
| ------------ | ------ | -------------------------- | -------- | --------- |
| VfL Neckarau | 2:3    | SC Jülich                  | 1:0      | 1:3 n. V. |
| FV Eppelborn | 3:4    | Eintracht Braunschweig (A) | 0:3      | 3:1       |

## Finale
| SC Jülich                                            | SC Jülich | Eintracht Braunschweig (Amateure) | Eintracht Braunschweig (Amateure) |
| ---------------------------------------------------- | --- | --- | --------------------------------- |
| SC Jülich                                            | \| Samstag, 11. Juli 1970 in Siegen (Leimbachstadion) \| \| Ergebnis: 3:0 (2:0) \| \| Zuschauer: 8.000 \| \| Schiedsrichter: Helmut Fritz (Ludwigshafen am Rhein) \|                                                                             | \| Samstag, 11. Juli 1970 in Siegen (Leimbachstadion) \| \| Ergebnis: 3:0 (2:0) \| \| Zuschauer: 8.000 \| \| Schiedsrichter: Helmut Fritz (Ludwigshafen am Rhein) \|                                                                                           | Eintracht Braunschweig (Amateure) |
| SC Jülich                                            | Werner Kamper; Manfred Classen, Theo Fabry (73. Heiner Schnitzler), Franz Barthels, Dieter Kettenhofen, Heinz Osenberg; Josef Görgens, Heinz Rick, Herbert Mühlenberg; Werner Marx, Rainer Henseler (73. Peter Aretz) Cheftrainer: Martin Luppen | Rolf Appel; Bernd Viedge, Günter Hillebrecht, Rainer Slodczyk, Gerd Bittner, Eberhard Haun; Michael Bartkiewicz, Wlado Dimitrijevic, Manfred Voitel, (70. Rainer Koschare); Dieter Schlaf (32. Wolfgang Dettmer), Klaus Schubert Cheftrainer: Hans-Georg Vogel | Eintracht Braunschweig (Amateure) |
| SC Jülich                                            | 1:0 Herbert Mühlenberg (24.) 2:0 Manfred Classen (29.) 3:0 Heinz Rick (70.) | | Eintracht Braunschweig (Amateure) |
| Samstag, 11. Juli 1970 in Siegen (Leimbachstadion)   | | |                                   |
| Ergebnis: 3:0 (2:0)                                  | | |                                   |
| Zuschauer: 8.000                                     | | |                                   |
| Schiedsrichter: Helmut Fritz (Ludwigshafen am Rhein) | | |                                   |